# اروپای پیشاتاریخ
اروپای پیشاتاریخ مکانی است که نمونه‌های انسان‌نما از ۱٫۲ میلیون تا ۸۰۰ هزار سال پیش در آن زندگی می‌کرده‌اند.
اروپای پیشاتاریخ به معنی برهه‌ای از ظهور انسان در اروپا است که هنوز خط و تاریخ به معنی ثبت وقایع در آن شروع نشده‌است. این دوران از پایان دوران پارینه سنگی شروع می‌شود.
با پیشرفت تاریخ پیشرفت‌های محسوس فرهنگی نیز در این منطقه از جهان به وجود آمد.
منطقه شرقی مدیترانه به خاطر ویٰژگی جغرافیایی‌اش از تمدن‌های شرق میانه تأثیر پذیرفت و بدین ترتیب ساختار اولین کمون‌ها در آن شکل گرفت. فسیل‌هایی از استخوان انسان و ابزارهای سنگی که بیانگر دوران پارینه سنگی است در این مناطق یافت شده‌است.
کوه‌های آتاپوئرکا در اسپانیا به عنوان مکانی که گروه‌های انسانی در آن زندگی می‌کرده‌اند را می‌توان یکی از مناطق زندگی در اروپای پیشاتاریخ دانست. این کوه‌ها یکی از مناطق زندگی گروهی انسان‌های هایدلبرگ و نئاندرتال بوده که مدت زیادی در آن زندگی کرده‌اند. انسان‌های نئاندرتال در فلات اوراسیا در ۳۵۰ هزار تا ۶۰۰ هزار سال پیش به عنوان اولین گروه‌های انسانی در اروپای پیشا تاریخ زندگی می‌کرده‌اند.
در میان قاره‌های جهان اروپا می‌تواند یکی از قاره‌هایی باشد که توسط باستانشناسان کاوش شده‌است.
واژه پیشاتاریخ معمولاً به زمانی گفته می‌شود که هنوز خط ابداء نشده بود. پیدایش خط از یونان باستان و پس از آن در امپراطوری رم باستان به وجود آمد. قسمت‌های شمالی و شرقی اروپا با ورود مسیحیت در سده‌های میانه با خط آشنا شدند.